# GSM-R
O GSM-R (em inglês: Global System for Mobile Communications – Railway ou GSM-Railway) é o subsistema de comunicação do Sistema europeu de gestão do tráfego ferroviário (ERTMS). É um padrão internacional de comunicações sem fio para as comunicações ferroviárias e as suas aplicações.
| Subsistemas    | Sistema Europeu de Gestão do Tráfego Ferroviário European Rail Traffic Management System (ERTMS) | Sistema Europeu de Gestão do Tráfego Ferroviário European Rail Traffic Management System (ERTMS) | Sistema Europeu de Gestão do Tráfego Ferroviário European Rail Traffic Management System (ERTMS) | Sistema Europeu de Gestão do Tráfego Ferroviário European Rail Traffic Management System (ERTMS) |
| Subsistemas    | GSM-R                                                                                            | Sistema Europeu de Controlo Ferroviário                                                          | Camada Europeia de Gestão do Tráfego                                                             | Regras Operacionais Europeias                                                                    |
| Subsistemas    | Comunicação                                                                                      | Sinalização e Controlo                                                                           | Gestão do Tráfego                                                                                | Métodos Comuns de Segurança Especificações Técnicas de Interoperabilidade                        |
| -------------- | ------------------------------------------------------------------------------------------------ | ------------------------------------------------------------------------------------------------ | ------------------------------------------------------------------------------------------------ | ------------------------------------------------------------------------------------------------ |
| Nome em inglês | Global System for Mobile Communications – Railway                                                | European Train Control System (ETCS)                                                             | European Traffic Management Layer (ETML)                                                         | European Operating Rules (EOR)                                                                   |

O GSM-R é usado para a comunicação entre os comboios (trens) e os centros do controlo de regulação ferroviária e está baseado nas especificações GSM e EIRENE - MORANE que garantem um desempenho para velocidades de até 500 km/h (310 mph), sem qualquer perda de comunicação.
O GSM-R poderia ter sido suplantado pelo LTE-R, cuja primeira implementação deste produto ocorreu na Coreia do Sul. No entanto, o LTE é geralmente considerado um protocolo 4G, e o programa FRMCS (Future Railway Mobile Communication System) da UIC está a considerar adotar um produto baseado em 5G (especificamente 3GPP R15/16), saltando assim duas gerações tecnológicas.

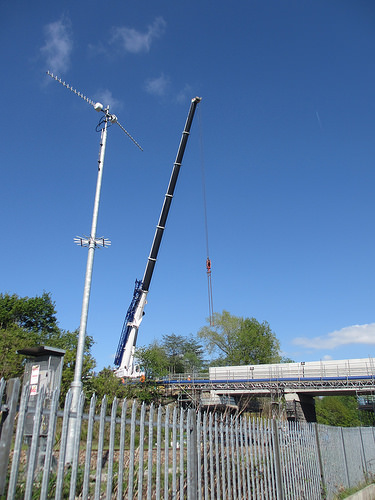
Repetidor GSM-R em Dean Clough, Bolton, Inglaterra.

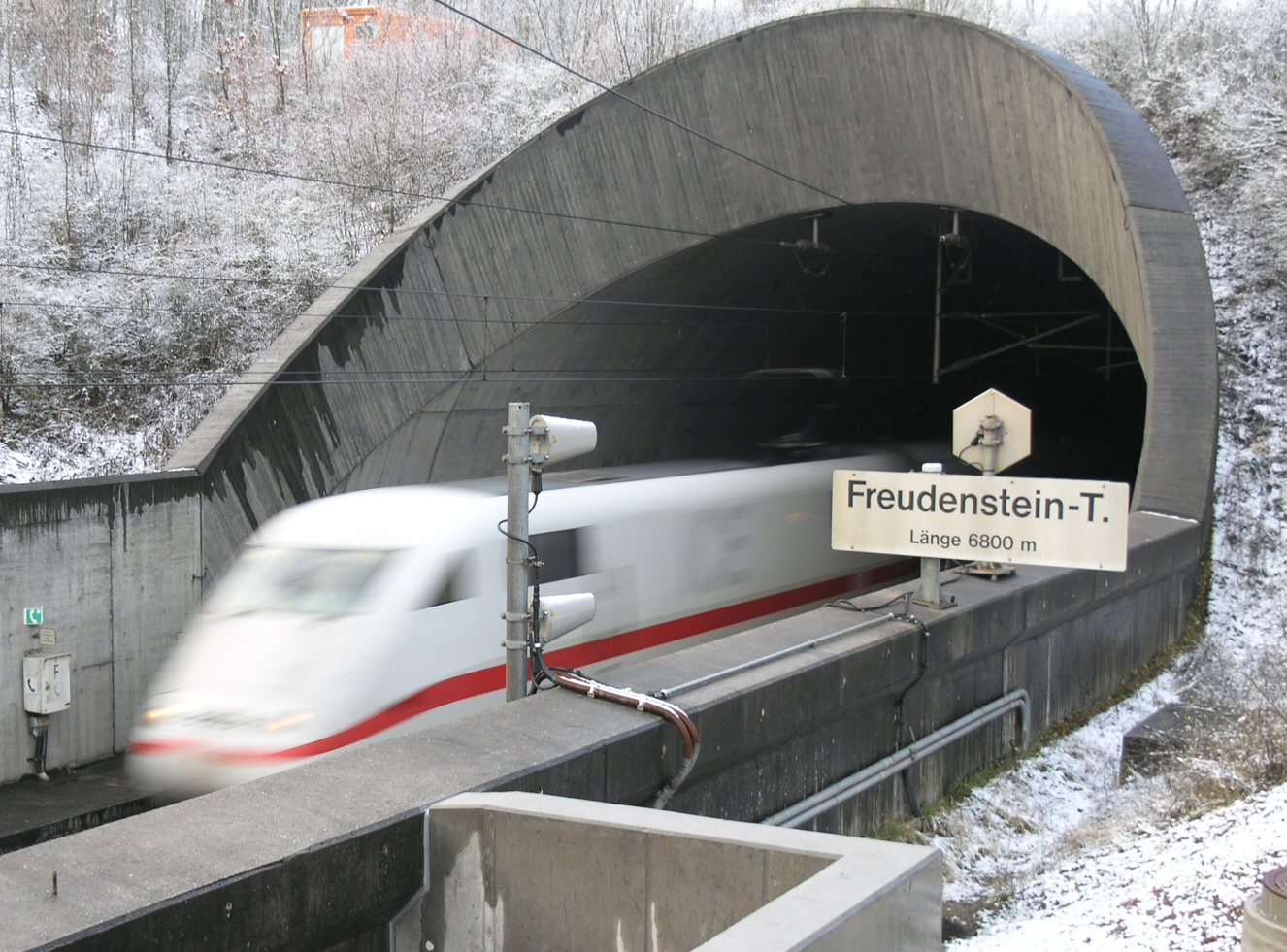
Antenas direcionais GSM-R apontando para a extremidade leste do túnel Freudenstein, Alemanha.

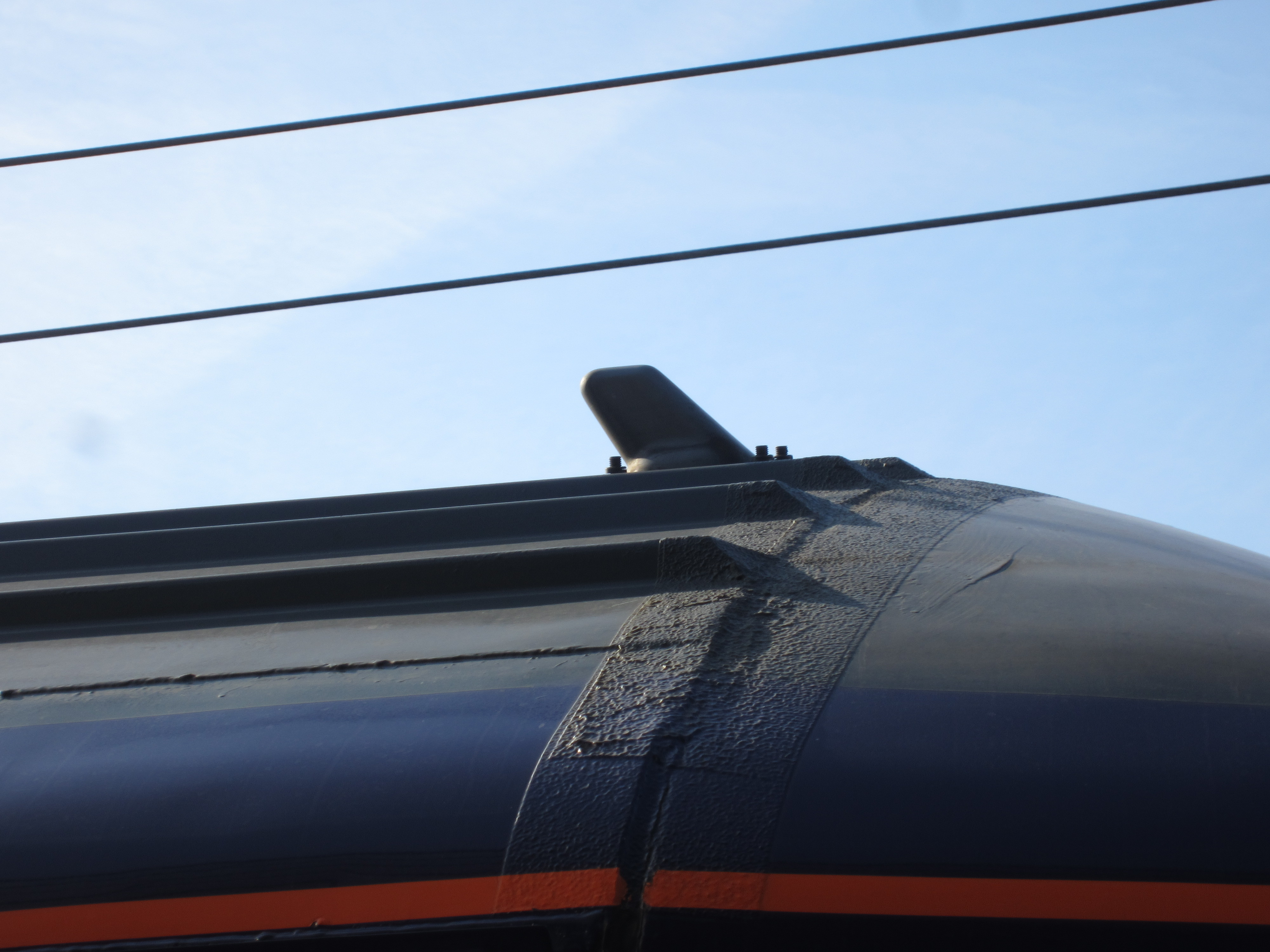
Antena móvel GSM-R "Shark's-Fin" adaptada a uma quantidade substancial da energia ferroviária do Reino Unido.

## História
O GSM-R baseia-se na tecnologia GSM e beneficia-se das economias de escala da sua antecessora tecnologia GSM, com o objetivo de ser um substituto digital de baixo custo para as redes existentes de cabo incompatíveis e as redes ferroviárias de rádio analógicas. Há relatos que confirmam a existência de mais de 35 sistemas diferentes de comunicação apenas na Europa.
Este padrão é o resultado de mais de dez anos de colaboração entre as várias companhias ferroviárias europeias, com o objetivo de alcançar a interoperabilidade através de uma plataforma de comunicação única. O GSM-R faz parte da norma Sistema Europeu de Gestão do Tráfego Ferroviário (European Rail Traffic Management System, ERTMS) e transporta as informações da sinalização diretamente para o maquinista, possibilitando velocidades e densidade de tráfego mais altas e com um alto nível de segurança.
As especificações foram finalizadas em 2000, com base no projeto MORANE (Rádio Móvel para Redes Ferroviárias na Europa, em inglês: Mobile Radio for Railways Networks in Europe) financiado pela União Europeia. A especificação está a ser atualizada pelo projeto ERTMS da União Internacional dos Caminhos-de-Ferro (UIC). O GSM-R foi o padrão selecionado por 38 países em todo o mundo, incluindo todos os estados membros da União Europeia e países da Ásia, Eurásia e norte de África.
GSM-R é uma plataforma segura para a comunicação de voz e dados entre a equipa operacional ferroviária, incluindo maquinistas, factores, despachantes, membros da equipa de manobras, engenheiros ferroviários e controladores de estação. Ele oferece recursos como chamadas em grupo (VGCS), transmissão de voz (VBS), ligações baseadas em localização e preferência de chamada em caso de emergência. Isto oferece suporte a aplicações como o rastreamento da carga, a vigilância por vídeo nos comboios (trens) e nas estações e serviços de informação aos passageiros.
O GSM-R é tipicamente implementado usando antenas dedicadas nas estações base próximas à linha férrea, com a cobertura nos túneis efetuada utilizando antenas direcionais ou através da transmissão por cabo radiante (leaky feeder). A distância entre as estações base é de 7–15 km (4,3–9,3 mi). Isto cria um alto grau de redundância e uma maior disponibilidade e confiabilidade. Na Alemanha, Itália e França, a rede GSM-R tem entre 3.000 e 4.000 estações base. Em áreas onde são utilizados os Níveis 2 e 3 do Sistema Europeu de Controlo Ferroviário (ETCS Níveis 2 e 3), o comboio (trem) mantém uma ligação por modem digital com comutação de circuito para o centro de controlo do comboio (trem) em todos os momentos. Este modem opera com uma maior prioridade do que os utilizadores normais (eMLPP). Se a ligação do modem for perdida, o comboio (trem) irá parar automaticamente.

### Sistema superior
O GSM-R é uma camada do ERTMS (Sistema Europeu de Gestão do Tráfego Ferroviário, em inglês: European Rail Traffic Management System) que é composto por:
- GSM–R: comunicação,
- ETCS (Sistema Europeu de Controlo Ferroviário, European Train Control System): sinalização,
- ETML (Camada Europeia de Gestão do Tráfego, European Train Management Layer): gestão do tráfego.
- EOR (Regras Operacionais Europeias, European Operating Rules).

## Bandas de frequência
O GSM-R está padronizado para ser implementado na banda de frequência E-GSM (900 MHz-GSM) ou DCS 1800 (1.800 MHz-GSM), ambas usadas em todo o mundo.

### Europa

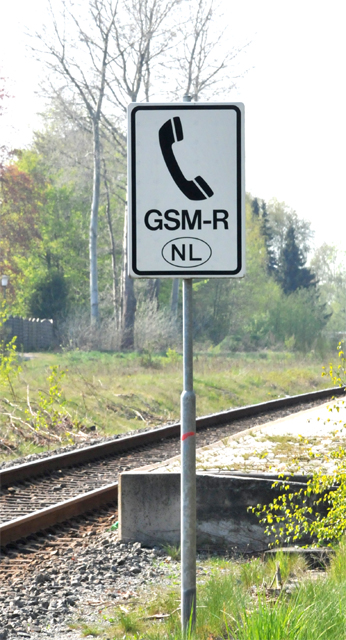
Sinal de Anúncio de entrada na rede GSM-R dos Países Baixos, na fronteira de Weener.

A Europa inclui os estados membros da CEPT (Conferência Europeia das Administrações de Correios e Telecomunicações), que engloba todos os membros da UE e Albânia, Andorra, Azerbaijão, Bielorrússia, Bósnia e Herzegovina, Geórgia, Islândia, Liechtenstein, Macedónia do Norte, Moldávia, Mónaco, Montenegro, Noruega, Rússia, San Marino, Sérvia, Suíça, Turquia, Ucrânia, Reino Unido e Cidade do Vaticano.
O GSM-R usa uma banda de frequência específica, que pode ser descrita como a banda GSM-R padrão:
- Uplink: 876-880 MHz usado para a transmissão dos dados
- Downlink: 921-925 MHz usado para a receção dos dados

Na Alemanha, esta banda foi estendida com canais adicionais na faixa dos 873-876 MHz e 918-921 MHz. Sendo usada anteriormente para os sistemas de rádio troncalizados regionais, o uso total das novas frequências iniciou em 2015.

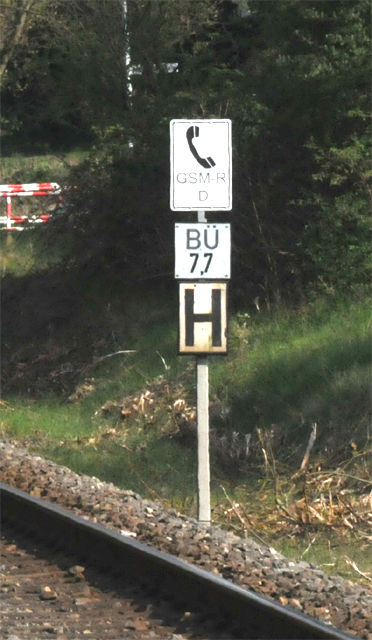
Sinal de Anúncio de entrada na rede GSM-R da Alemanha, na fronteira de Weener.

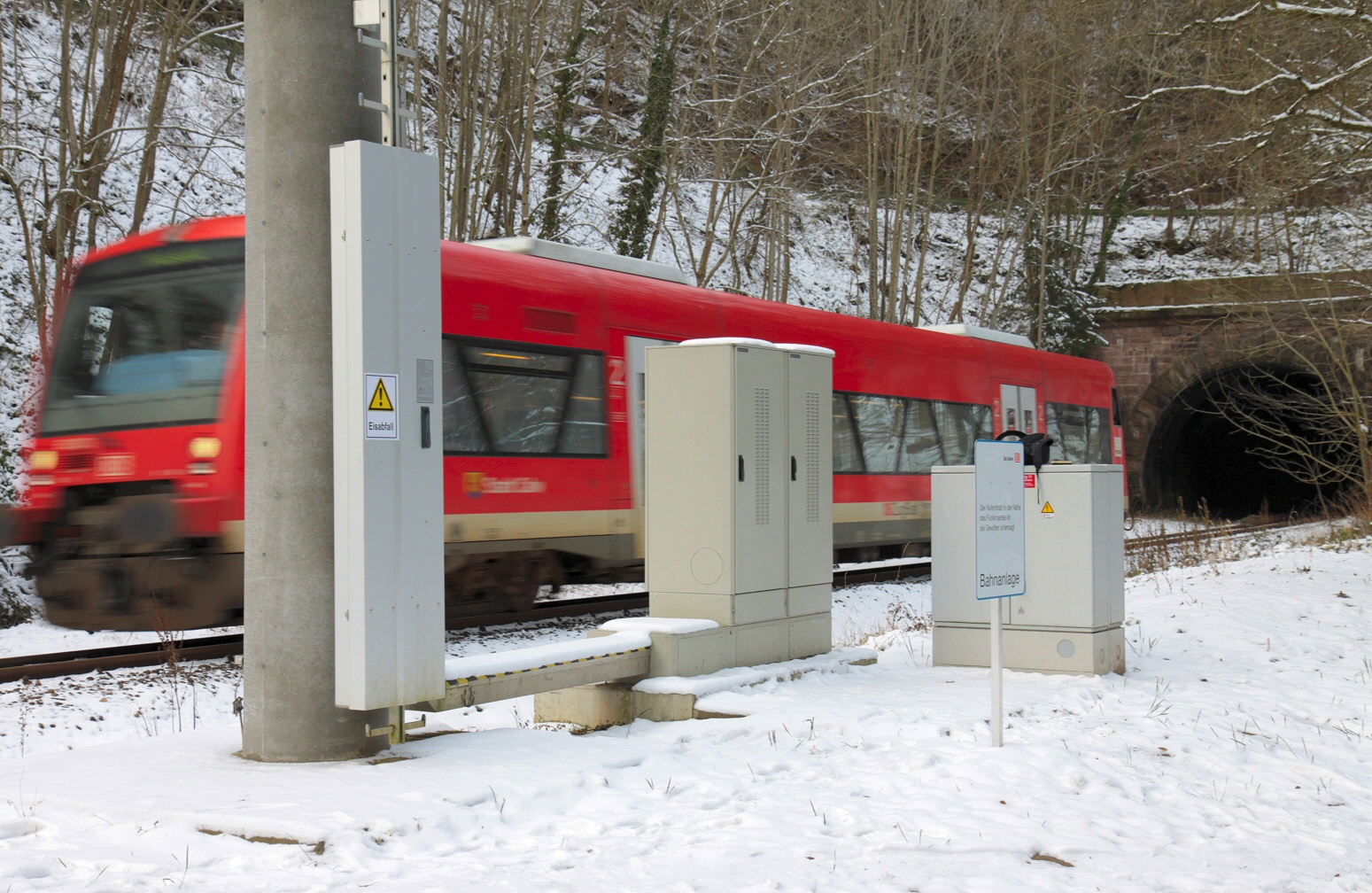
Estação exterior do GSM-R do fabricante Nokia Siemens Networks, em frente à entrada sul do Túnel Zelgenberg da Linha Ferroviária do Vale de Nagold, no estado de Bade-Vurtemberga, na Alemanha. A placa tem escrito um aviso que diz: "É proibido permanecer perto desta antena de rádio durante uma tempestade".

### China
O GSM-R ocupa uma ampla faixa dos 4 MHz da banda E-GSM (900 MHz-GSM).
- Uplink: 885-889 MHz
- Downlink: 930–934 MHz

### Índia
O GSM-R ocupa uma ampla faixa dos 1,6 MHz da banda P-GSM (900 MHz-GSM) cuja manutenção é assegurada pela agência Ferrovias Indianas:
- Uplink: 907,8-909,4 MHz
- Downlink: 952,8-954,4 MHz

### Austrália
O GSM-R está a ser implementado na banda DCS 1800:
- Uplink: 1.770-1.785 MHz
- Downlink: 1.865-1.880 MHz

A banda DCS 1800 foi inicialmente dividida e leiloada em parcelas emparelhadas cada uma de 2 × 2,5 MHz com espaçamento duplex de 95 MHz. Os operadores ferroviários estaduais adquiriram seis parcelas, na sua maioria não agrupadas, que cobrem 2 × 15 MHz do espetro para implementar o GSM-R.
Os operadores ferroviários estaduais re-licenciaram 2 x 10 MHz do espectro de 1800 MHz, em Adelaide, Brisbane, Melbourne, Perth e Sydney, para assegurar a segurança ferroviária e as comunicações para o controlo ferroviário. Todos, exceto o Departamento do Planeamento dos Transportes e Infraestrutura da Austrália do Sul (Adelaide), re-licenciaram 2 x 5 MHz de espectro de 1800 MHz a taxas comerciais estabelecidas pelo governo australiano.

### Uso da frequência técnica no GSM-R
A modulação usada é a modulação GMSK (Gaussian Minimum-Shift Keying). O GSM-R é um sistema de Acesso Múltiplo por Divisão de Tempo (em inglês: Time-division multiple access, TDMA). A transmissão dos dados é feita por quadros (frames) TDMA periódicos (com período de 4,615 ms), para cada frequência portadora (canal físico). Cada quadro (frame) TDMA está dividido em 8 intervalos de tempo, denominados canais lógicos (577 µs de comprimento, em cada intervalo de tempo), transportando 148 bits de informação.
Há preocupações de que a comunicação móvel LTE afete o GSM-R, uma vez que lhe foi atribuída uma banda de frequência bastante próxima à do GSM-R. Isto poderia causar distúrbios no ETCS, travagem de emergência aleatória devido à perda das comunicações, etc.
Como resultado, há uma tendência crescente para monitorizar e gerir a interferência no GSM-R usando testes ativos e automatizados a bordo dos comboios (trens) e ao longo da via férrea.

### Versão atual do GSM-R
A especificação do padrão GSM-R está dividida em duas especificações EIRENE:
- Especificação do Requisito Funcional (em inglês: Functional Requirement Specification, FRS): a definição dos requisitos funcionais de alavanca mais elevados
- Especificação dos Requisitos do Sistema (em inglês: System Requirement Specification, SRS): a definição das soluções técnicas que suportam os requisitos funcionais

O EIRENE define as Especificações Técnica de Interoperabilidade (ETI) como o conjunto das especificações obrigatórias a cumprir para manter a compatibilidade com as outras redes europeias; as ETI atuais são o FRS 7 e o SRS 15. O EIRENE também define as especificações não obrigatórias, designadas como a versão provisória, que definem as características extras que se tornarão obrigatórias nas próximas ETI. As versões provisórias atuais são FRS 7.1 e SRS 15.1. As especificações do GSM-R são bastante estáveis.
A versão atual do GSM-R pode ser executada tanto nas redes R99 como nas R4 3GPP.

## Usos do GSM-R

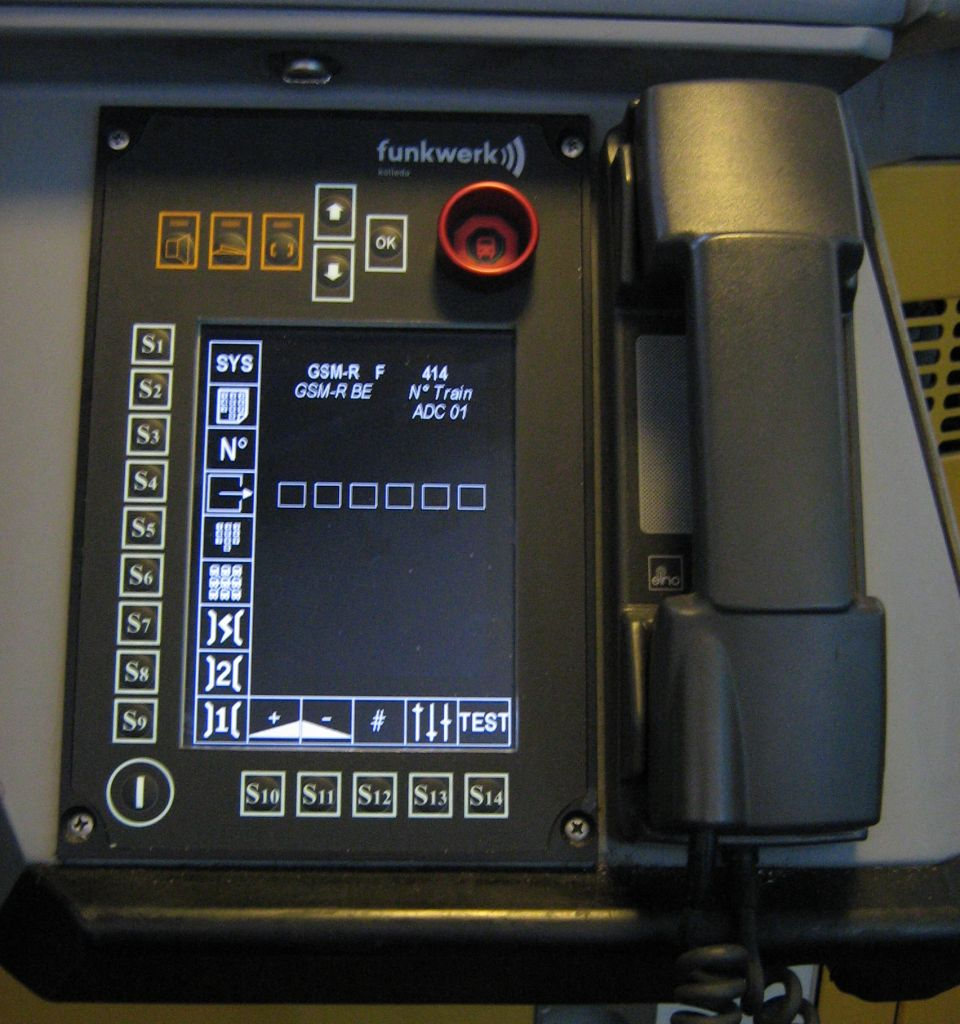
Um telefone GSM-R fixo montado nas cabinas das automotoras e locomotivas da SNCB da Bélgica.

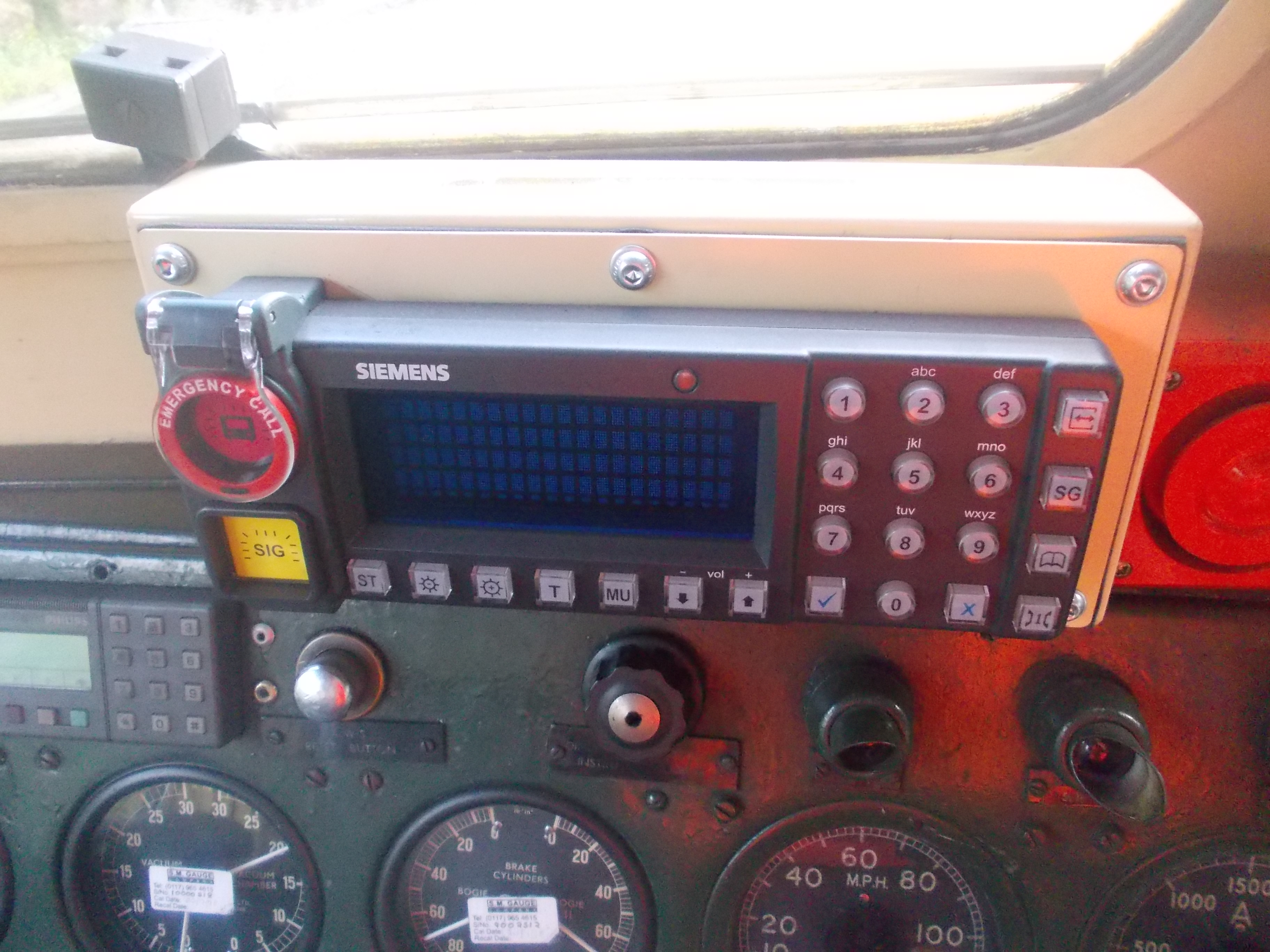
Painel de rádio GSM-R montado numa cabina de um comboio (trem).

O GSM-R permite novos serviços e aplicações para as comunicações móveis em vários domínios:
- transmissão dos anúncios do Long Line Public Address (LLPA) para as estações remotas ao longo da linha
- controle e proteção (Controlo Automático do Comboio / ETCS) e ERTMS
- comunicação entre o maquinista e o centro da regulação ferroviária
- comunicação dos funcionários a bordo
- envio das informações para o ETCS
- comunicação entre as estações de comboio (trem), pátio de triagem ou manobras e os carris (trilhos)

### Uso principal
É usado para transmitir dados entre os comboios (trens) e os centros da regulação ferroviária com os Níveis 2 e 3 do ETCS. Quando o comboio (trem) passa por uma eurobaliza, ele transmite a sua nova posição e a sua velocidade, recebe de retorno a autorização (ou a recusa) para entrar na próxima linha e a sua nova velocidade máxima. Além disso, os sinais da via tornam-se redundantes.

### Outros usos

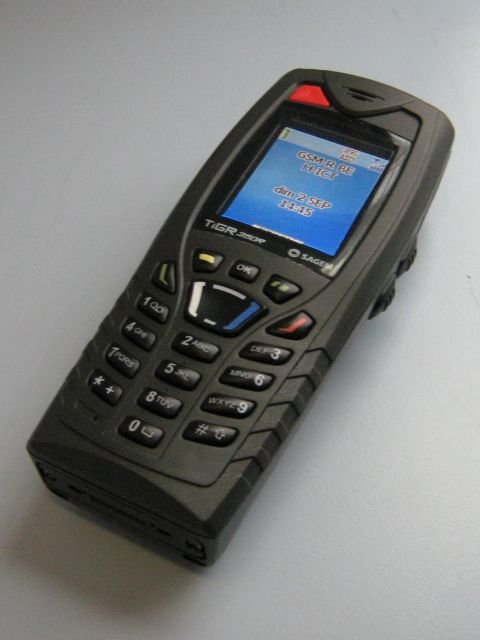
Um telefone GSM-R móvel utilizado pela SNCB da Bélgica.

Tal como outros dispositivos GSM, o equipamento GSM-R pode transmitir dados e voz. Os novos recursos GSM-R para a comunicação móvel são baseados em GSM e são especificados pelo projeto EIRENE. Os recursos da operação de chamada são:
- Chamada PtP: Chamada Ponto a Ponto (em inglês: Point-to-Point Call), o mesmo tipo de chamada que uma chamada GSM normal
- VGCS: Sistema de Chamada de Voz em Grupo (em inglês: Voice Group Call System), bastante semelhante à comunicação walkie-talkie, mas com um único uplink administrado pela rede (apenas uma pessoa pode falar de cada vez)
- VBS: Sistema de Transmissão de Voz (em inglês: Voice Broadcast System), como um VGCS, mas apenas o iniciador da chamada pode falar (os outros são apenas ouvintes)
- REC: Chamada de Emergência Ferroviária (em inglês: Railways Emergency Call), é um VGCS especial definido como um 299 com a maior prioridade possível (0)
- SEC: Chamada de Emergência de Manobramento (em inglês: Shunting Emergency Call), é um VGCS especial definido como um 599 com a maior prioridade possível (0)
- Controlo da prioridade de todas as chamadas diferentes (chamadas PtP, VGCS, VBSm, REC e SEC)

Existem outros recursos adicionais:
- Endereçamento Funcional (em inglês: Functional Addressing), sistema alias para chamar alguém registado na rede GSM-R, apenas conhecendo o utilizador da função temporária (maquinista do comboio senhor tal e tal,...)
- Endereçamento Dependente da Localização (em inglês: Location Dependent Addressing), sistema de roteamento para chamar o controlador ferroviário mais apropriado em relação à posição atual do comboio (trem) marcando um código de acesso pré-definido
- Modo de Manobramento (em inglês: Shunting Mode), quando os utilizadores trabalham nos carris (trilhos).

## Recursos do GSM-R

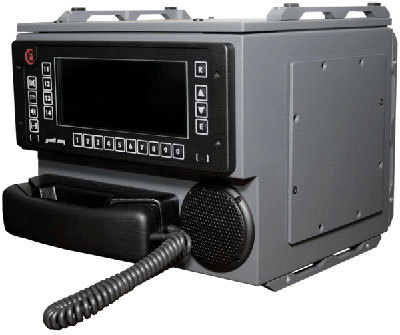
Sistema portátil de rádio GSM-R para instalação na cabina de um comboio (trem).

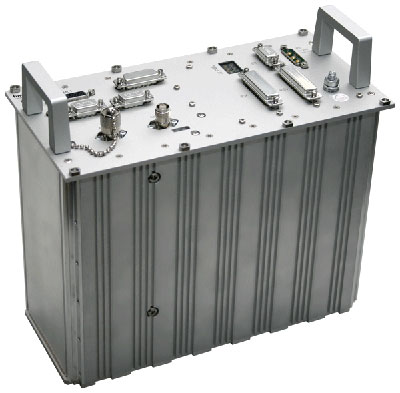
Rádio compacto do GSM-R para a cabina de um comboio (trem).

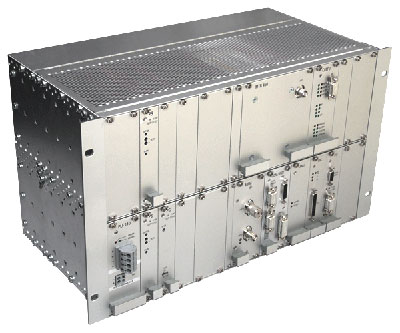
Rádio de cabina de modo duplo (modo GSM-R e modo UIC 751–3) para uma prateleira (rack) de 19".

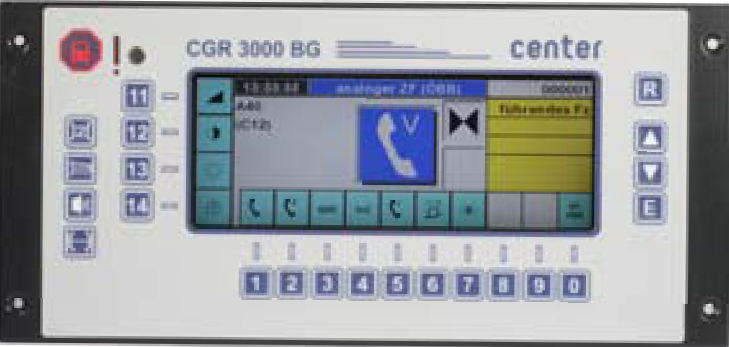
Interface de utilizador do GSM-R com mostrador (display) colorido.

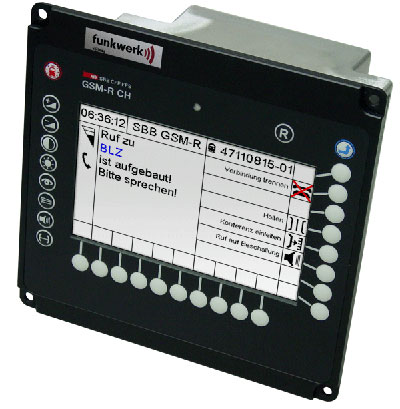
Painel de controlo do GSM-R instalado nas cabinas dos comboios (trens) da SBB, na Suíça.

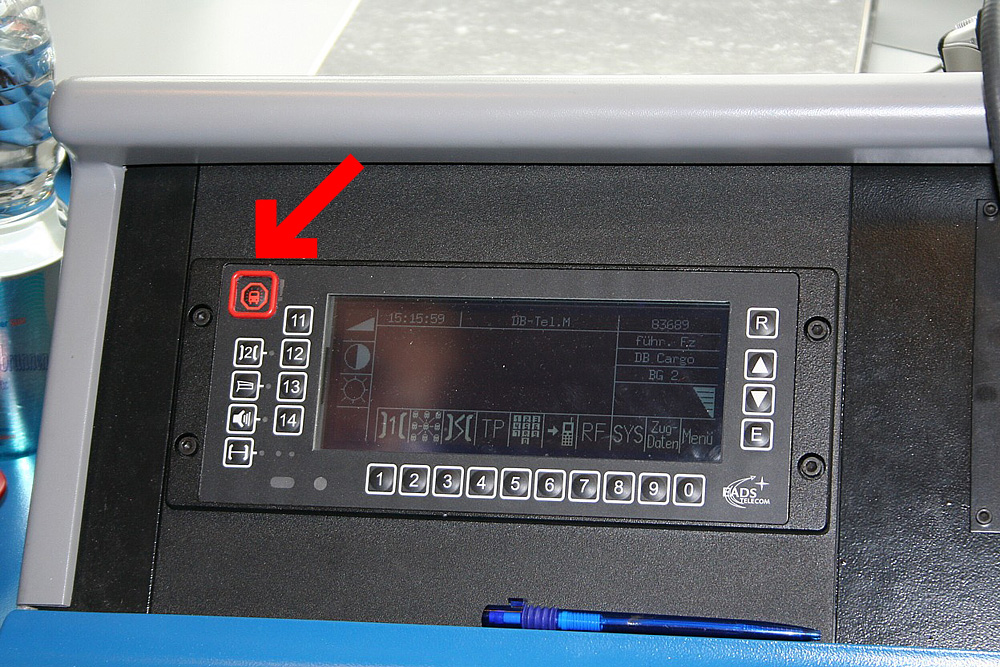
Botão de Chamada de Emergência Ferroviária (REC) num rádio GSM-R montado numa cabina de um comboio (trem).

### Recursos de Itens Avançados de Chamadas de Voz
As seguintes definições dos recursos dos Itens Avançados de Chamadas de Voz (em inglês: Advanced Speech Call Items, ASCI) fazem parte da Especificação dos Requisitos do Sistema (em inglês: System Requirements Specification, SRS), conforme definido pelo padrão EIRENE.

#### Serviço de Chamada de Voz em Grupo
O Serviço de Chamada de Voz em Grupo (em inglês: Voice Group Call Service, VGCS) permite que um grande número de utilizadores participe numa mesma chamada. Este recurso imita a chamada de grupo analógica Rede Móvel Privada (em inglês: Private Mobile Radio, PMR) com a tecla Pressione para Falar (em inglês: Push-to-Talk, PTT).
Três tipos de utilizadores podem ser definidos: o Locutor, o Ouvinte e o Despachante. O locutor pode tornar-se num ouvinte ao largar a tecla PTT e um ouvinte torna-se num locutor ao pressionar a tecla PTT.
Uma vantagem do VGCS em comparação com as chamadas multipartes (recurso das chamadas em conferência GSM) é a eficiência do espetro. De fato, quando muitos utilizadores estão na mesma célula, eles vão usar apenas uma frequência para todos os ouvintes e duas frequências para o locutor (como nas chamadas ponto a ponto). Numa chamada com vários participantes, um intervalo de tempo fica reservado a cada utilizador. A segunda vantagem em relação às chamadas multipartes é que não é necessário saber quais são os telemóveis (celulares) que vão participar na chamada. Uma chamada VGCS é estabelecida numa base puramente geográfica, desde que um telemóvel (celular) tenha sido previamente configurado para receção do grupo em questão.

#### Serviço de Transmissão de Voz
O Serviço de Transmissão de Voz (em inglês: Voice Broadcast Service, VBS) é uma chamada de grupo de transmissão: isto significa que, em comparação com o VGCS, apenas o iniciador da chamada pode falar. Os outros que entrarem na chamada só podem ser ouvintes. Este tipo de chamada é utilizada principalmente para transmitir mensagens gravadas ou fazer anúncios.

#### Chamada de Emergência Ferroviária
A Chamada de Emergência Ferroviária (em inglês: Railway Emergency Call, REC) é uma chamada de grupo (ou VGCS), dedicada a uma emergência. É a chamada de prioridade mais alta (a prioridade da REC é o Nível 0 – consultar em baixo: eMLPP).

#### Chamada de Emergência de Desvio
A Chamada de Emergência de Desvio (em inglês: Shunting Emergency Call, SEC) é uma chamada de grupo reservada com o número 599. A chamada é estabelecida com um nível de prioridade de emergência Nível 0, que é o nível de maior prioridade possível. A SEC está configurada para ser utilizada com dispositivos registados para operações de desvio. O estabelecimento desta chamada conduz à aceitação automática da chamada em todos os dispositivos configurados dentro da área atual ou no grupo de células configurado.

### Serviço de Precedência e Preempção Multinível
O Serviço de Precedência e Preempção Multinível (em inglês: Multi-Level Precedence and Pre-emption Service, eMLPP) define a prioridade do utilizador. Os diferentes níveis de prioridade são:
- Níveis A e B: Níveis de prioridade mais altos (não usados pelas redes do GSM-R)
- Nível 0: Níveis de prioridade mais altos para chamadas ASCI e normais (usado principalmente para as chamadas REC)
- Nível 1: Prioridade mais baixa que o Nível 0
- Nível 2: Prioridade mais baixa que o Nível 1
- Nível 3: Prioridade mais baixa que o Nível 2
- Nível 4: Nível de prioridade mais baixo (prioridade padrão, atribuída a chamadas ponto a ponto)

Um recurso de Atendimento Automático (Auto-Answering) com temporizador (timer) também está disponível para as chamadas com prioridades dos Níveis 0, 1 e 2.

### Plano de Numeração do GSM-R
O documento EIRENE SRS define um plano de numeração fixa para o GSM-R. É definido por prefixos numéricos.
| Prefixo | Definição da utilização                                  |
| ------- | -------------------------------------------------------- |
| 1       | Reservado para códigos curtos                            |
| 2       | Número da Automotora                                     |
| 3       | Número da Locomotiva (Unidade Motora)                    |
| 4       | Número da Carruagem                                      |
| 50      | Chamadas em grupo                                        |
| 51      | Chamadas de transmissão                                  |
| 52–55   | Reservado para utilização internacional                  |
| 56–57   | Reservado para utilização nacional                       |
| 58      | Reservado para utilização do sistema                     |
| 59      | Reservado para utilização do sistema                     |
| 6       | Membros da equipa de manutenção e desvio                 |
| 7       | Controladores ferroviários                               |
| 8       | Número do Assinante do Serviço Móvel                     |
| 9       | Reservado para códigos de fuga e utilização nacional     |
| 0       | Reservado para acesso público ou a outras redes do GSM-R |

Estes números são utilizados para registo funcional e entradas fixas para o MSISDN ou códigos de marcação curtos conforme definido no HLR. O código 807660, por exemplo, define um MSISDN de um assinante de um serviço móvel. O número 23030301, por exemplo, define um número funcional de uma composição ferroviária associada à locomotiva número 30303 e à função do utilizador 01.

### Características do EIRENE
As principais caraterísticas do EIRENE são:

#### Gestão funcional de números
- Numeração funcional
  - Permite chamar uma estação móvel pela sua função: maquinista do comboio xxx, ...
  - Ela utiliza:
    - USSD e Segue-me (Follow Me)
    - UUS1 (para mostrar o número)
- Endereçamento dependente da localização
  - Estabelece uma chamada de uma estação móvel para (habitualmente) um assinante/despachante fixo que executa uma função na área onde a estação móvel está localizada.

#### Confirmação do Fim da Chamada
O recurso Confirmação do Fim da Chamada (End Call Confirmation) só está disponível para chamadas de grupo (VGCS) e chamadas de transmissão (VBS) de prioridade mais alta (prioridade de Nível 0) (consultar encima o eMLPP).
Consiste num relatório de fim de chamada enviado por todas as estações móveis que aderiram à chamada de alta prioridade (iniciador incluído). Este relatório informa sobre:
- Tipo de chamada
- Duração da chamada
- Identidade da estação móvel
- Chamada Normal encerrada por um motivo, encerrada pelo utilizador, estação móvel desligada pelo utilizador, desligada devido à bateria fraca, …

Se o relatório não puder ser enviado (encerramento da estação móvel pelo utilizador ou encerramento devido à bateria fraca), a estação móvel tentará novamente (várias vezes se for necessário) enviar o relatório da próxima vez que for ligada.

#### Modo de desvio
O modo de desvio (shunting mode) é o aplicação que regula e controla o acesso do utilizador às comunicações de desvio.
Um Sinal de Garantia de Ligação (em inglês: Link Assurance Signal, LAS) é fornecido para garantir ao maquinista que o ligação ao rádio está a funcionar.

#### Modo direto
O modo direto (direct mode) é o modo walkie-talkie (estações móveis a conversar entre si sem rede) e foi proposto para o EIRENE, mas ainda nunca foi aplicado desde que está baseado em rádio analógico.
A Sagemcom afirma que já criou um modo direto para o GSM, mas atualmente o mesmo ainda não é reconhecido pela especificação do GSM-R, e não dispõe ainda de uma alocação de frequência.

## Mercado do GSM-R

### Grupos presentes no mercado do GSM-R
Diferentes grupos compõem o mercado do GSM-R:
Os operadores de rede e os operadores ferroviários
| País                         | Gestor da Rede Ferroviária                 | Operador Ferroviário                                                 | Equipamento                                              |
| ---------------------------- | ------------------------------------------ | -------------------------------------------------------------------- | -------------------------------------------------------- |
| Argélia                      | SNTF                                       | SNTF/ANESRIF                                                         | Kontron/Frequentis AG                                    |
| Áustria                      | ÖBB-IKT GmbH                               | ÖBB                                                                  | Kontron/WINGCON                                          |
| Austrália                    | Department of Transport Victoria           | Metro Trains Melbourne                                               | Nokia Networks/WINGCON                                   |
| Austrália                    | UGL                                        | Transport Asset Holding Entity                                       | Huawei/Frequentis AG                                     |
| Bélgica                      | Infrabel                                   | NMBS/SNCB                                                            | Kontron/Nokia Siemens                                    |
| Bulgária                     | NRIC                                       | NRIC                                                                 | Kontron/WINGCON/Frequentis AG                            |
| China (República Popular da) | China Ministry of Railway                  | CR                                                                   | Huawei/ZTE                                               |
| Chéquia                      | Správa železnic                            | ČD                                                                   | Kontron                                                  |
| Dinamarca                    | Banedanmark                                | DSB                                                                  | Nokia Networks + WINGCON/Wenzel Elektronik/Frequentis AG |
| França                       | SNCF Réseau                                | SNCF                                                                 | Kontron/WINGCON                                          |
| França/Reino Unido           | Getlink                                    | Getlink                                                              | Kontron/WINGCON/Trans Data Management                    |
| Alemanha                     | DB Netz                                    | DB                                                                   | Kontron/WINGCON/Frequentis AG                            |
| Reino Unido                  | Network Rail                               | Diversos operadores de passageiros com concessões de serviço público | Siemens Mobility + Kontron/WINGCON/Frequentis AG         |
| Grécia                       | OSE S.A.                                   | TrainOSE                                                             | Nokia Networks                                           |
| Hungria                      | VPE                                        | MÁV                                                                  | Kontron/WINGCON/Frequentis AG                            |
| Índia                        | Nokia Siemens Networks                     | Ferrovias Indianas                                                   | Nokia Siemens/WINGCON + Kontron/Frequentis AG            |
| Irlanda                      | CIÉ                                        | IÉ                                                                   | Kontron/WINGCON/Frequentis AG                            |
| Estado de Israel             | Israel Railways                            | Israel Railways                                                      | Nokia Networks + Motorola Solutions                      |
| Itália                       | RFI                                        | Trenitalia                                                           | Nokia Networks + Kontron                                 |
| Lituânia                     | Lithuanian Railways                        | Lithuanian Railways                                                  | Kontron/WINGCON/Frequentis AG                            |
| Luxemburgo                   | CFL                                        | CFL                                                                  | Kontron/WINGCON                                          |
| Países Baixos                | Mobirail                                   | NS                                                                   | Nokia Networks/KPN                                       |
| Noruega                      | BaneNor                                    | Vy/SJ Nord/GoAhead Nordic                                            | Nokia Networks/WINGCON/Frequentis AG                     |
| Polónia                      | PKP PLK                                    | PKP Intercity & others                                               | Nokia Networks + Kontron/WINGCON/Frequentis AG           |
| Arábia Saudita               | Thales Group together with Nokia Networks  | Saudi Arabian Railways                                               |                                                          |
| Arábia Saudita               | AlShoula together with ADIF                | Saudi Arabian Organisation                                           | Kontron/WINGCON/Frequentis AG                            |
| Eslováquia                   | ŽSR                                        | ZSSK                                                                 | Kontron/WINGCON                                          |
| Eslovénia                    | AZP                                        | SŽ                                                                   | Kontron/WINGCON/Iskratel, d.o.o                          |
| Espanha                      | ADIF                                       | Renfe                                                                | Nokia Networks + Kontron                                 |
| Suécia                       | Trafikverket                               | SJ, Hector Rail, Green Cargo                                         | Nokia Networks + WINGCON/Wenzel Elektronik               |
| Suíça                        | Siemens together with SBB Telecom          | SBB/CFF/FFS                                                          | WINGCON/Frequentis AG                                    |
| Suíça                        | NSS/BSS: Siemens together with SBB Telecom | BLS Switzerland                                                      | Trans Data Management AG                                 |
| Turquia                      | –                                          | Turkish State Railways                                               | Kontron/Frequentis AG                                    |
| Turquemenistão               | –                                          | Turkmen Railways                                                     | Huawei                                                   |

| País   | Gestor da Rede Ferroviária | Operador Ferroviário |
| ------ | -------------------------- | -------------------- |
| Crácia |                            | HŽ                   |

| País             | Gestor da Rede Ferroviária | Operador Ferroviário |
| ---------------- | -------------------------- | -------------------- |
| Bangladesh       | Bangladesh Railway         | Bangladesh Railway   |
| Irlanda do Norte | –                          | NIR                  |
| Rússia           | –                          | Ferrovias Russas     |
| E.U.A.           | US-DOT                     | Amtrak               |

| País      | Gestor da Rede Ferroviária | Operador Ferroviário | Equipamento                 | Descontinuado | Comentários |
| --------- | -------------------------- | -------------------- | --------------------------- | ------------- | --- |
| Finlândia | Väylävirasto               | VR                   | Nokia Siemens Frequentis AG | 30.04.2019    | Os utilizadores foram transferidos para a rede de rádio governamental VIRVE (Viranomaisradioverkko) nacional baseada no padrão TETRA existente. Isto foi preferido em relação à opção de substituir a atual rede GSM-R em fim de vida. |

## Galeria

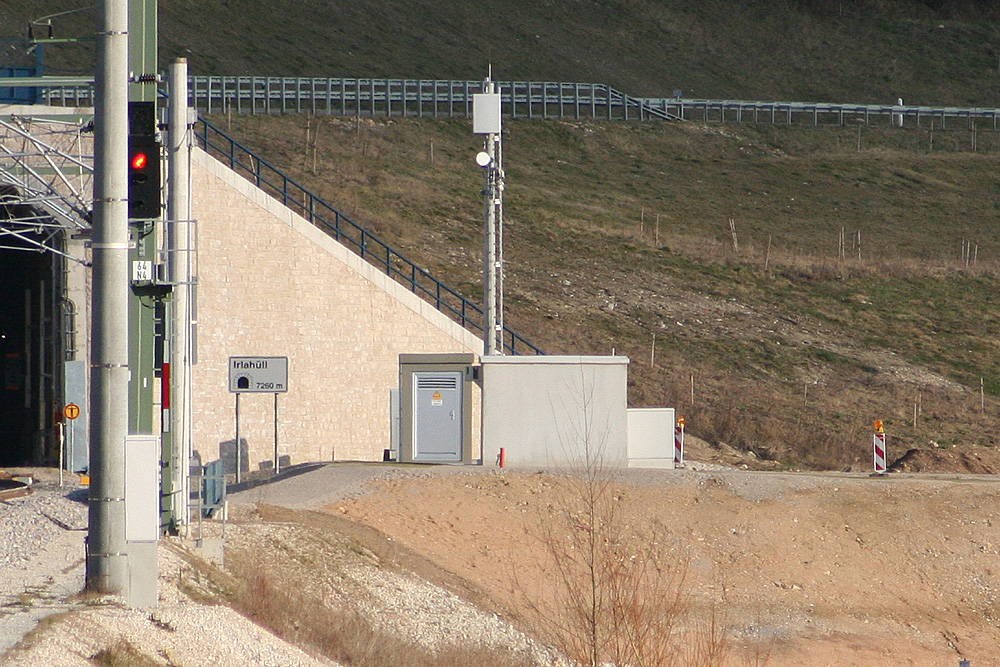
Estação exterior do GSM-R com poste transmissor na Linha de Alta Velocidade (LAV) entre Nuremberga e Ingolstadt, na Alemanha.
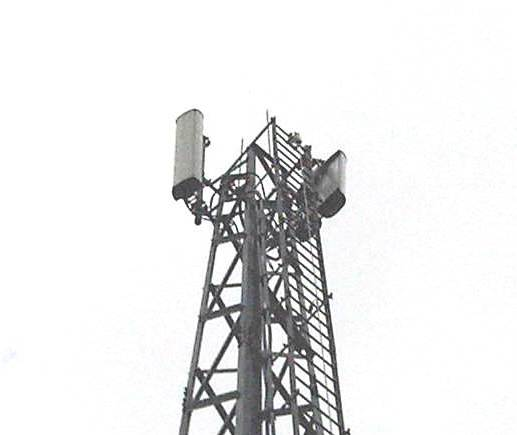
Antena de Painel do GSM-R num poste de rede do fabricante Kathrein.
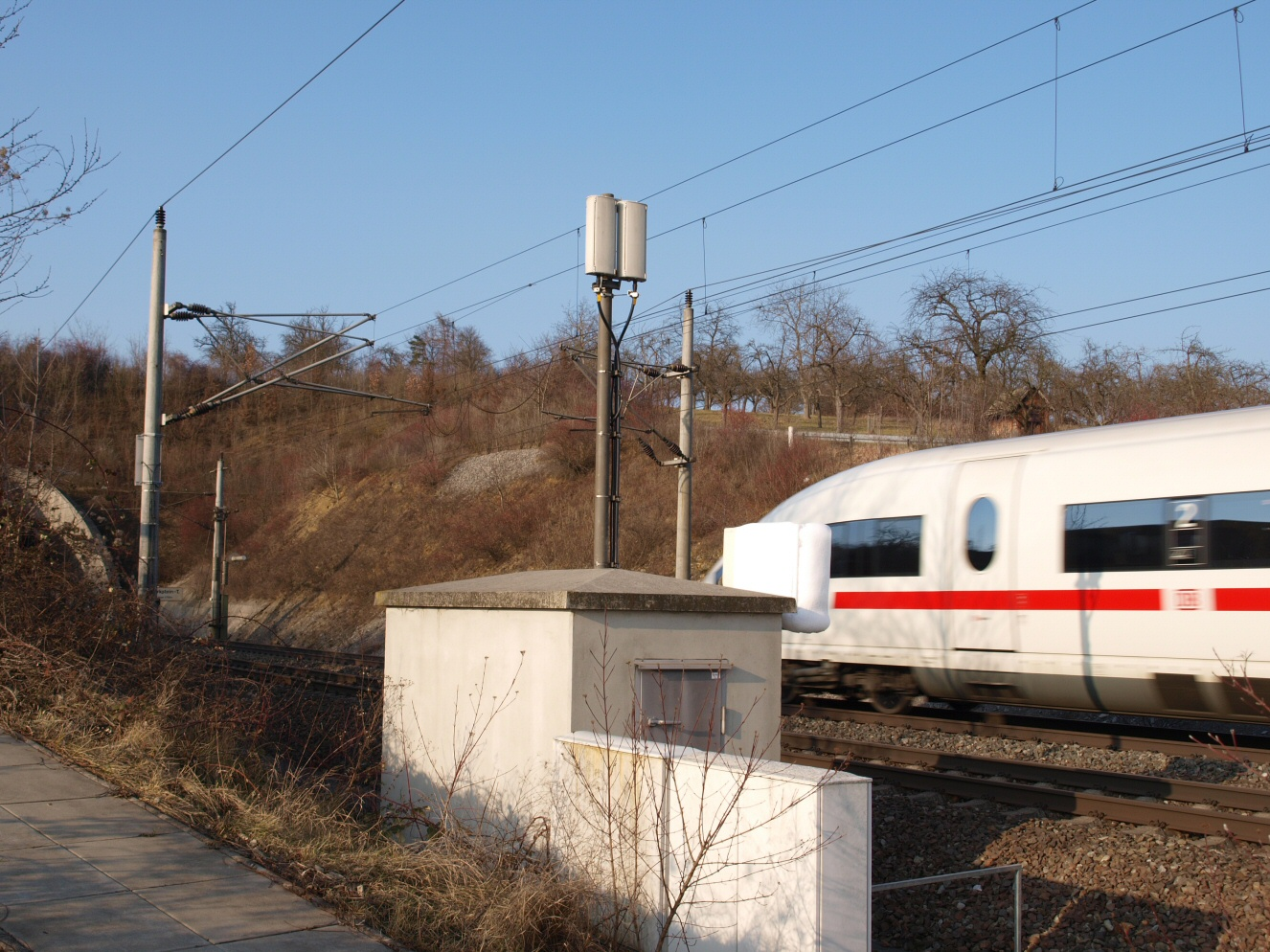
Antena do GSM-R numa linha de alta velocidade, na Alemanha.
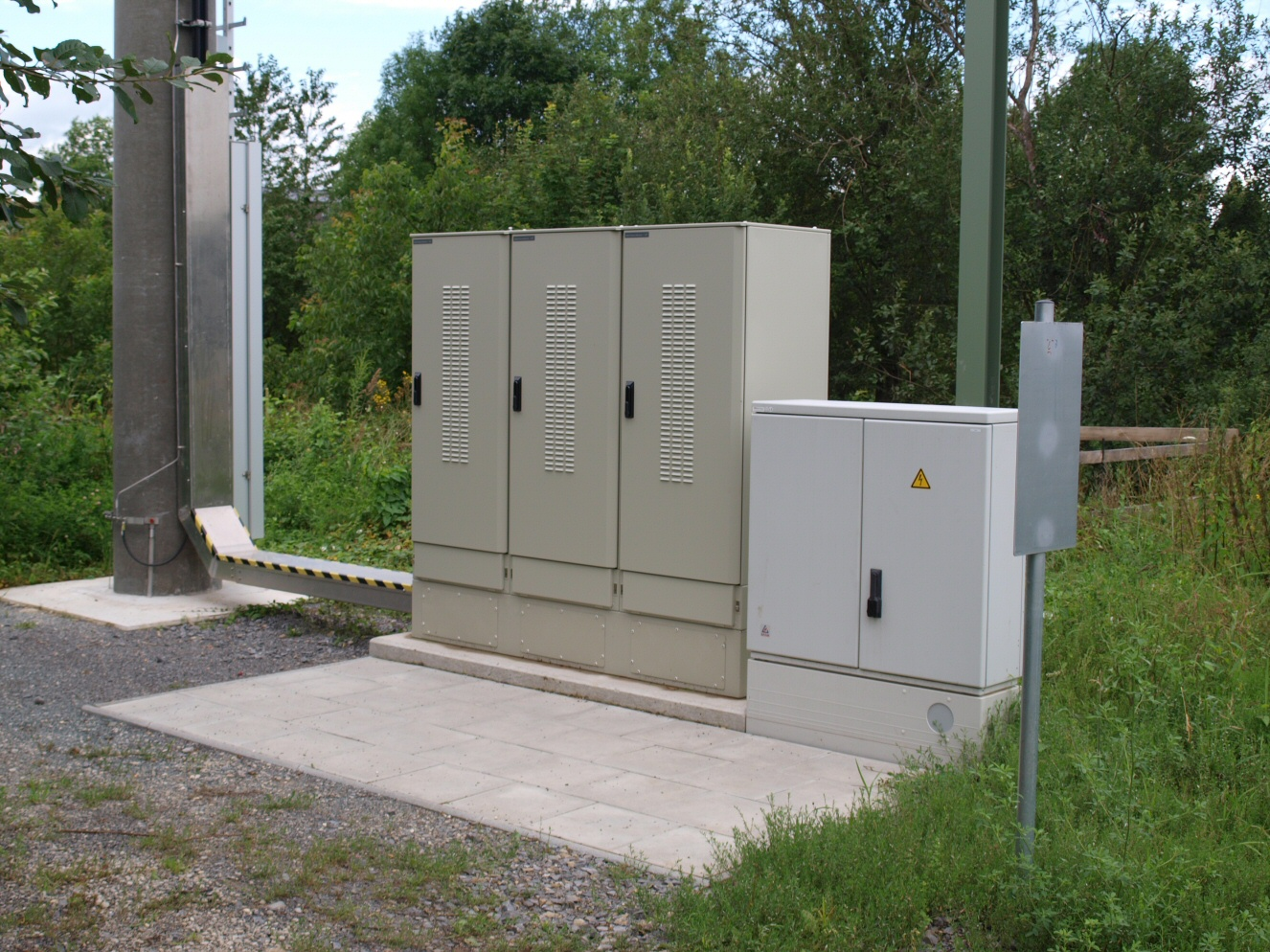
BS 241-II, uma estação exterior para o GSM-R do fabricante Nokia Siemens Networks, na Alemanha.
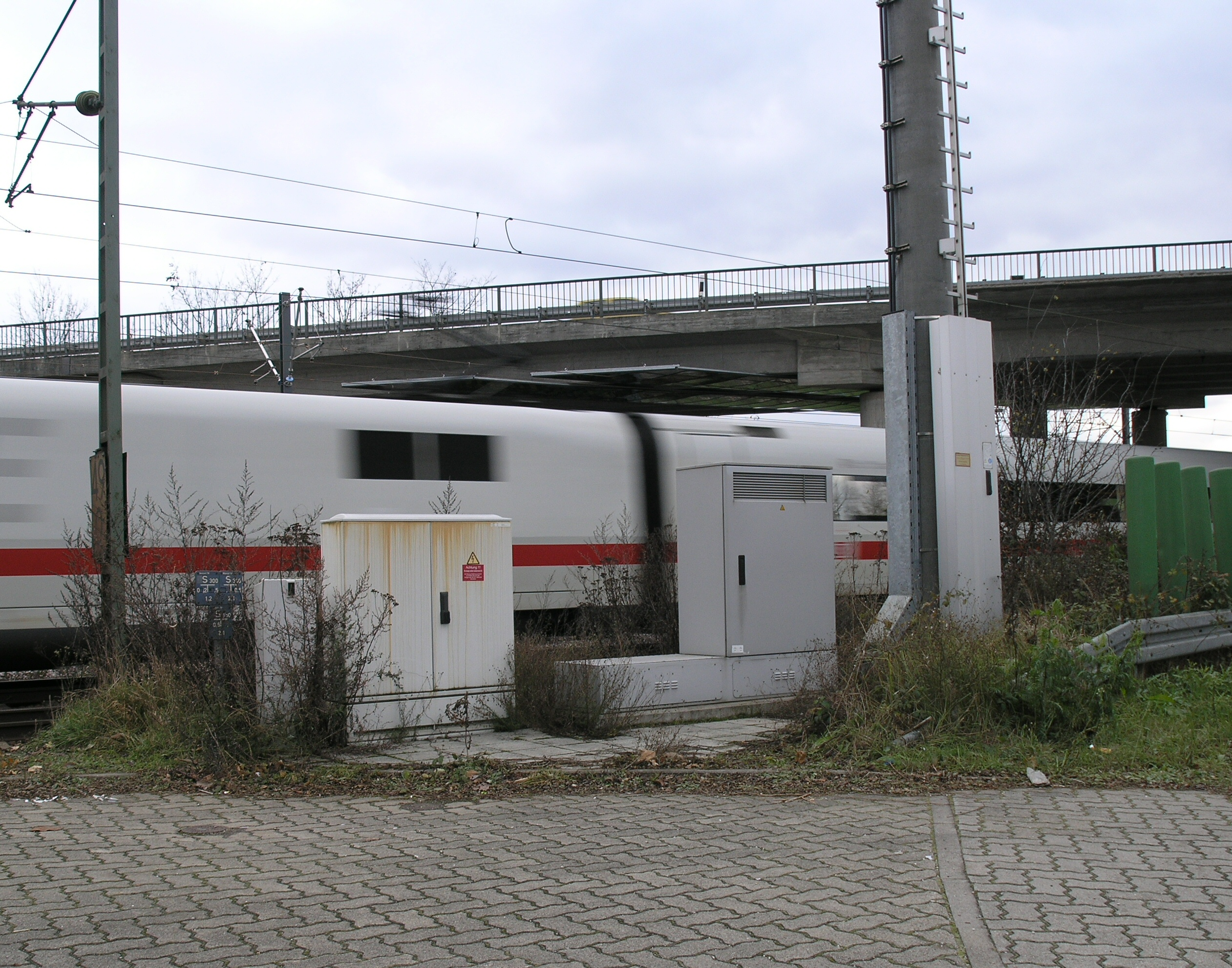
S8002, uma estação exterior para o GSM-R do fabricante Nortel, na Alemanha.
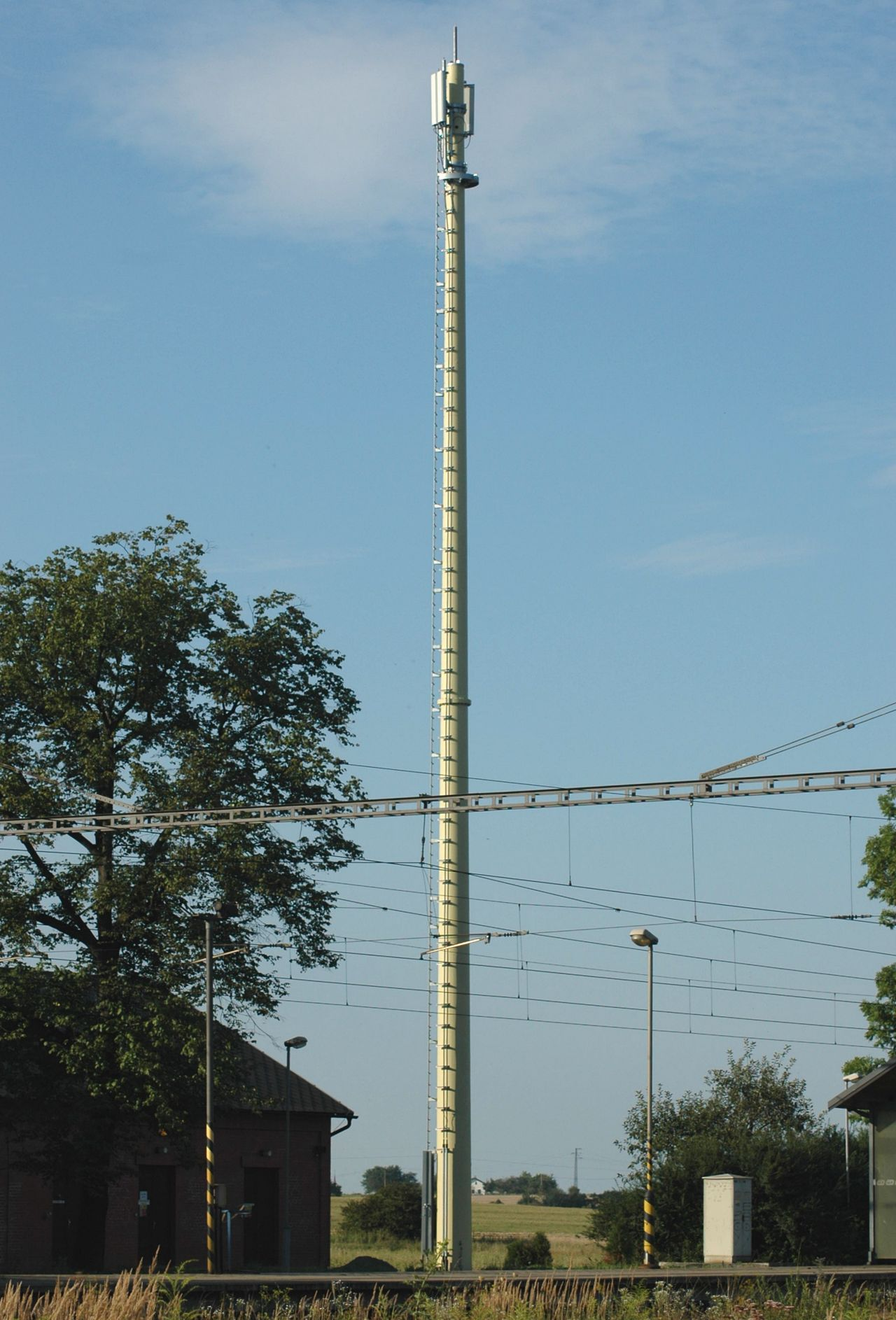
Poste do GSM-R, instalado na Estação de Jistebník, na Chéquia.
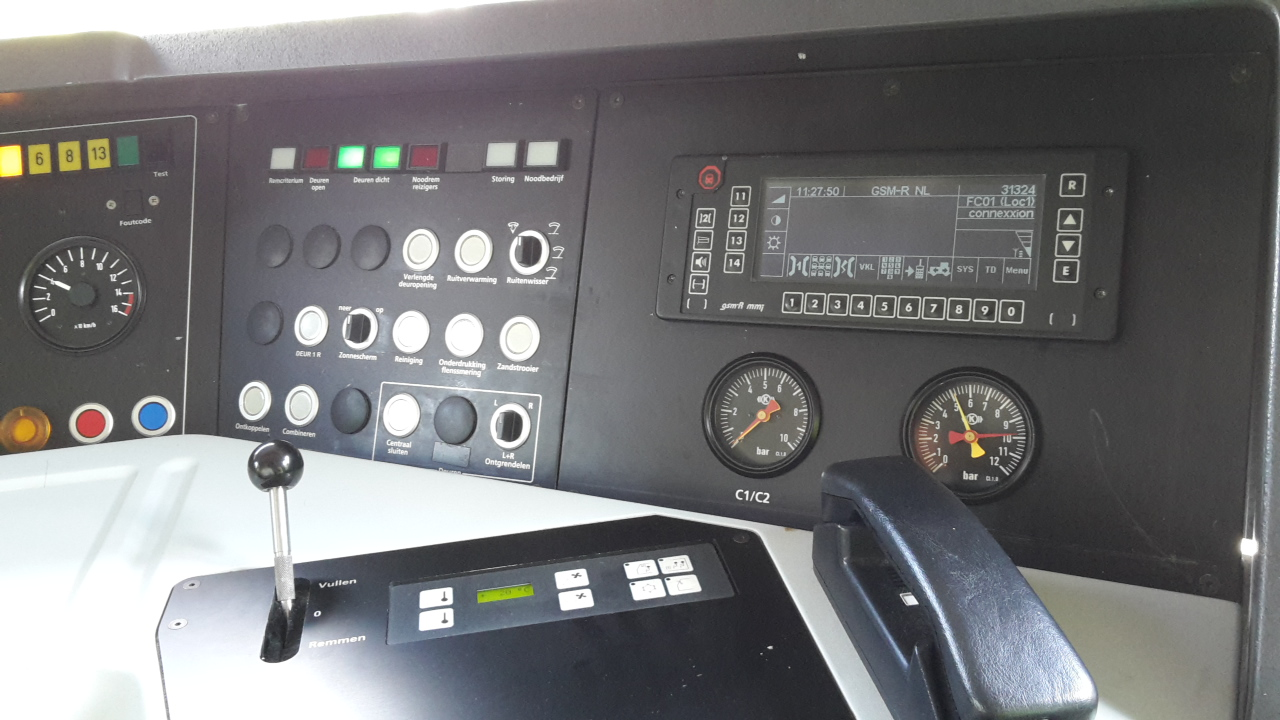
Um rádio GSM-R (à direita) instalado nas cabinas dos comboios (trens) do operador Connexxion, nos Países Baixos.